# Disani
Disani (på kamkata-vari: Disaňi), även känd som Disni, var en gudinna i nuristanifolkets ursprungliga religion, en variant av hinduismen, innan Nuristan tvångskonverterades till islam på 1890-talet. Hon tog formen av en kvinna prydd med en gyllene girland. Mjölk och mjölkprodukter offrades till henne på altare längs bergssidorna.